# 皮埃尔·迪朗
皮埃尔·迪朗（法語：Pierre Durand，1955年2月16日—），法国男子马术运动员。他曾代表法国参加1984年和1988年夏季奥林匹克运动会马术比赛，共获得一枚金牌和一枚铜牌。